# Bús-Fekete László
Bús-Fekete László, született Schwarcz, névváltozatok: Fekete, Bús, Trauerschwarz Pinkász (Kecskemét, 1896. január 29. – Palm Springs, 1971. július 25.) író, forgatókönyvíró.

## Életútja
Schwarcz József (1865–1935) lisztkereskedő és Goldschmied Regina fia. Családnevét édesapjával együtt 1901-ben változtatta Feketére. A Budapesti Műszaki Egyetem Építészmérnöki Karán tanult, azonban nem fejezte be. 1916-ban a Színházi Élet munkatársa lett, egy évvel később pedig Az Újság szerkesztője. 1914-től publikálta verseit és elbeszéléseit, 1921-ben Búzavirág című darabjával első színházi sikerét is learatta a Magyar Színházban. 1921-től az Andrássy úti Színház szerzője volt egy évtizeden át. Színműveit bemutatták a budapesti színházak. 1940-ben kivándorolt az Amerikai Egyesült Államokba, itt továbbra is foglalkozott írással. Írt regényeket és filmforgatókönyveket is. Később Németországban élt feleségével Fagyas Máriával, aki társszerzője is volt. 1963-ban látogatott el újból Magyarországra.

## Drámái
- Búzavirág (1921)
- Árvácska (Kulinyi Ernővel, 1924)
- Csuda Mihály szerencséje (1926)
- Mihályné két lánya (1924)
- 303. (Hűségszérum) (1926)
- Diktátor kisasszony (1929)
- Miss Európa (Harmath Imrével, 1929)
- Vihar a Balatonon (Góth Sándorral, 1931)
- Több mint szerelem (1933)
- Cirkusz csillaga (1934)
- János (1937)

## Kötetei
- Katona forradalmárok. Ezerkilencszáztizennyolc október; Phönix, Budapest, 1918
- Búzavirág. Játék; Lampel, Budapest, 1921 (Fővárosi színházak műsora)
- Baba. Regény; Dick, Budapest, 1922
- A pravaz. Morfinista regény; Dick, Budapest, 1924 (Regényirodalom remekei)
- Eladó fiú. Regény; Athenaeum, Budapest, 1933
- Szerelemből elégtelen; Nova, Budapest, 1934
- Ladies in love (Szerelemből elégtelen); angolra ford. Katona Viktor, Guy Bolton; Allen and Unwin, London, 1935
- Geburtstag (A születésnap); Marton, Wien–Berlin–London, 1935
- Jean. Lustspiel (János); Marton, London–Wien–Roma, 1936
- Mérges puszta. Regény; Nova, Budapest, 1936
- La camera sul Danubio. Romanzo (Szerelemből elégtelen); olaszra ford. Teo Ducci; Baldini-Castoldi, Milano, 1936
- Liebe – nichtgenügend (Szerelemből elégtelen); Tal et Co., Leipzig–Wien, 1937
- Ladislaus Bus-Fekete–Mary Bus-Fekete [Fagyas Mária]: Suszy oder Suszanne? Lustspiel. Hexenschuss; németre ford., sajtó alá rend. Joseph Glücksmann; Marton, Wien, 195?